# Staatliche Universität Naryn

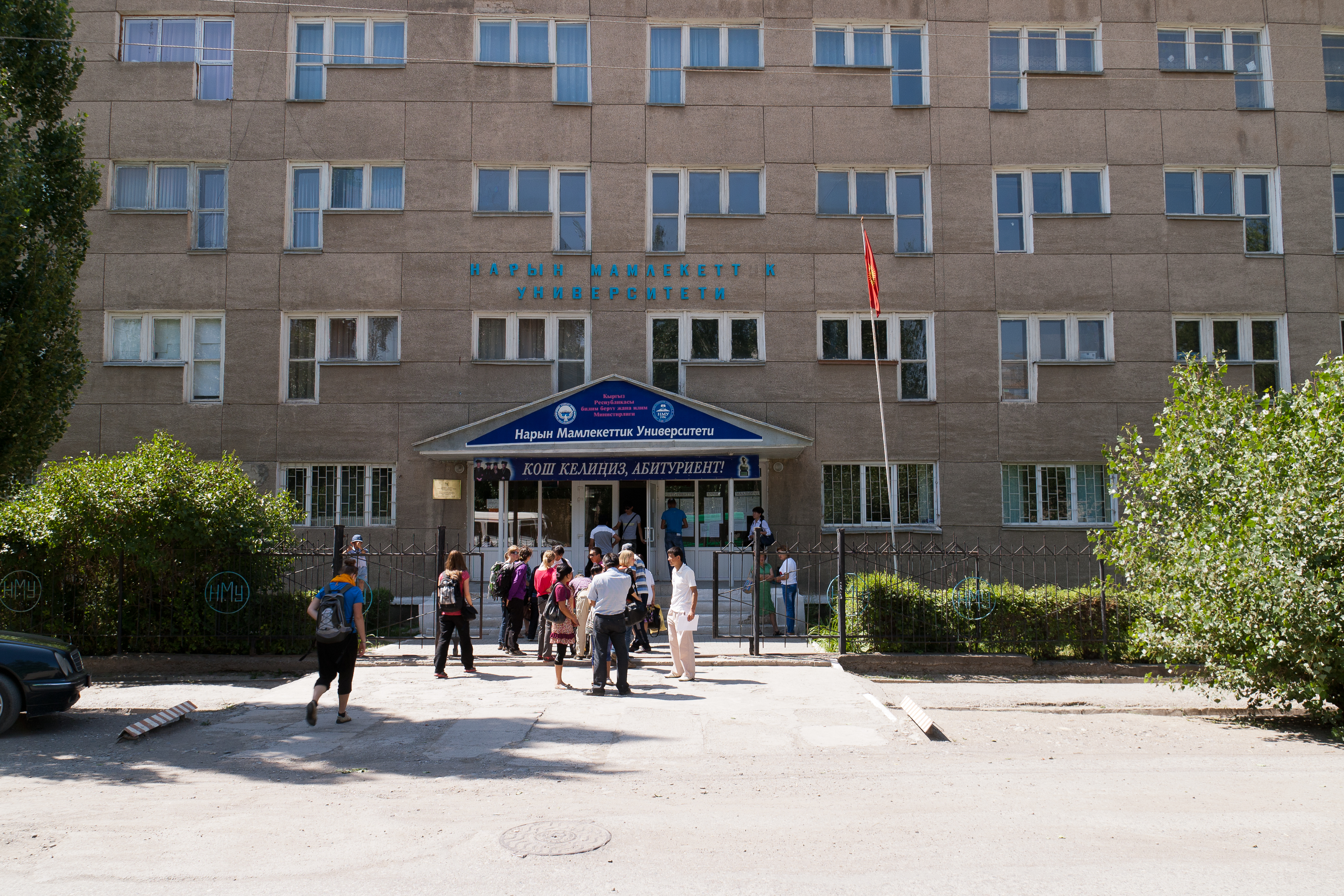
Das Gebäude der Universität

Die Staatliche S.-Namaatow-Universität Naryn (kurz: NSU) ist eine staatliche Universität in der kirgisischen Stadt Naryn.
Sie wurde 1996 gegründet.

## Fakultäten
Fakultäten:
- Fakultät für Landwirtschaftstechnik
- Fakultät für Pädagogik
- Fakultät für Wirtschaft, Management und physische Bildung
- Fakultät für Philologie

Der Universität sind 2 Colleges unterstellt: das Naryner Pädagogische College und das Landwirtschaftliche und Ökonomische College.